# Ratsirakia legendrei
Ratsirakia legendrei är en fiskart som först beskrevs av Pellegrin, 1919.  Ratsirakia legendrei ingår i släktet Ratsirakia och familjen Eleotridae. IUCN kategoriserar arten globalt som otillräckligt studerad. Inga underarter finns listade i Catalogue of Life.